# Culladia lempkei
Culladia lempkei là một loài bướm đêm trong họ Crambidae.